# Saturn S-Series
La Saturn S-Series était une famille de voitures compactes issue de la branche Saturn de General Motors. 
Il s'agissait de la première gamme de véhicules Saturn. La plateforme de la voiture, le Z-body, avait été développée entièrement en interne, et n'a été que peu partagée avec le reste du groupe GM. Elle mettait en œuvre une structure spaceframe, utilisée sur de nombreuses Pontiac au cours des années 1980. Ce type de construction impliquait que les panneaux de carrosserie n'étaient pas porteurs et pouvaient être faits de plastique au lieu de métal. Ces panneaux en polymère étaient résistants aux chocs, un argument de vente qui resta d'actualité jusqu'aux quelques années précédant la disparition de la marque. La S-series fut vendue de la fin 1990 jusqu'à l'année-modèle 2002, subissant de légers restylages en 1996 et 2000 pour la berline, en 1997 et 2001 pour le coupé.
La gamme S-series débutait avec le modèle SL (sedan level) en 1990 pour l'année-modèle 1991, rejointe la même année par un coupé sportif à deux portes appelé SC (sports coupe) et un break SW (sedan wagon) en 1993.
Taïwan et le Japon étaient les deux seuls pays asiatiques à importer des Saturn. De 1992 à 1996, les berlines de première et deuxième génération ainsi que le coupé de première génération étaient vendus à Taïwan. De 1997 à 2001, les versions de seconde génération étaient vendues en conduite à droite au Japon, et plusieurs distributeurs Toyota Netz ainsi que quelques revendeurs Isuzu vendirent les Saturn jusqu'en 2001. Au moment du lancement au Japon, l'économie japonaise était en fort déclin après la bulle spéculative japonaise du début des années 1990.
Le Canada importa tous les modèles Saturn dès 1992.
Un changement partiel pendant l'année-modèle 1999 donna à la SC une petite porte suicide derrière celle du conducteur. Ce type de porte avait déjà été utilisé sur des pick-ups, mais était totalement novateur sur un coupé.
La S-series fut remplacée par la plus grande Saturn Ion en 2003, qui n'égala jamais les niveaux de ventes des S-series avant la fin de sa production en 2007.
Les coupés et berlines, équipés du même moteur de base, à arbre à cames en tête, et d'une transmission manuelle, étaient les voitures les plus économiques vendues aux États-Unis durant leur production, consommant seulement 5.9L aux 100 km selon les tests de l'EPA sur autoroute.

## Première génération

### SL et SW
Les SL et SW de première génération furent construits des années-modèles 1991 à 1995. La première Saturn quitta les chaînes d'assemblage de Spring Hill le 30 juillet 1990, le jour-même du retrait du PDG de GM Roger Bonham Smith. C'était un exemplaire marron avec l'intérieur beige.
À l'origine il y avait deux niveaux de finition disponibles. La SL1 disposait d'un 4 cylindres 1.9L à simple arbre à cames en tête développant 85 chevaux pour une consommation de 8,7L/100 km. en ville, et 6,4L sur autoroute. La SL2 disposait elle du même 4 cylindres mais avec deux arbres à came en tête et poussé à 124 chevaux, pour une consommation de 9.8L/100 km. en ville et 6.9L sur autoroute.

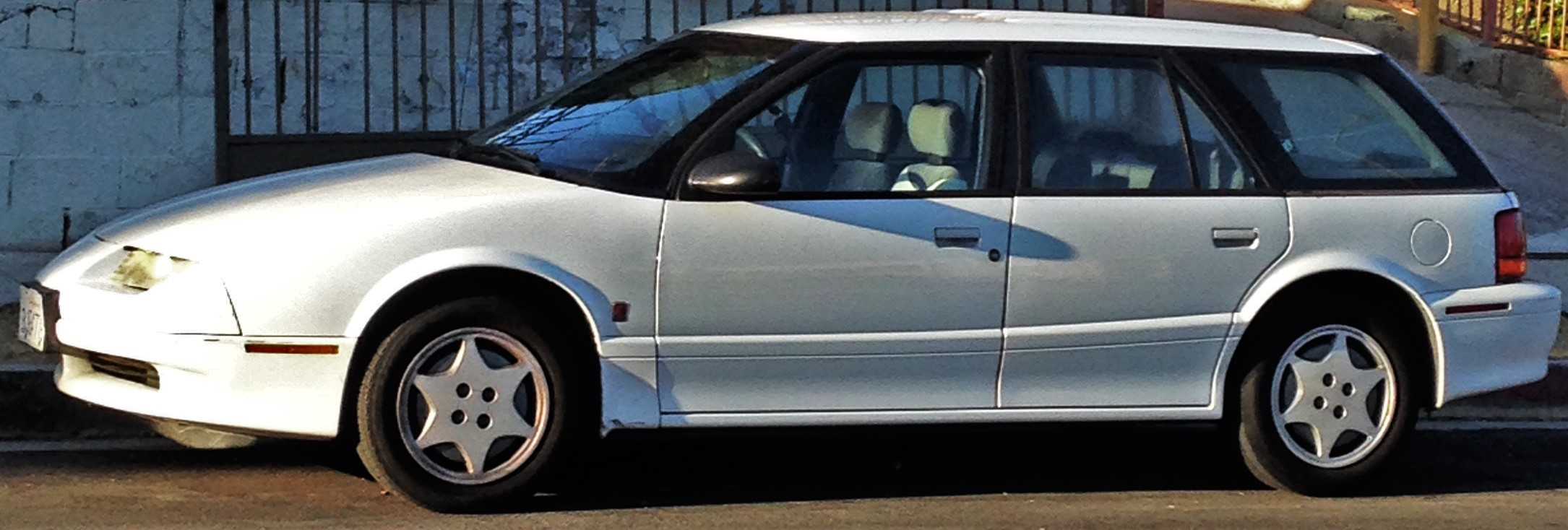
Saturn SW

L'année-modèle 1991-1992 vit l'apparition d'un niveau de finition inférieur, non nommé, avec pour principale différence la boîte manuelle obligatoire sur ce modèle. Pour 1993, la gamme s'étendit afin d'inclure les breaks SW1 et SW2, qui étaient mécaniquement identiques à leurs homologues SL1 et SL2. Tous les modèles reçurent un intérieur redessiné pour 1995 avec une nouvelle planche de bord et deux coussins gonflables de sécurité (« airbags »). Toutes les S-series étaient disponibles avec une boîte manuelle à 5 vitesses ou une automatique à 4 vitesses. L'automatique incluait un réglage sportif rendant les changements de vitesse plus sensibles dans les tours, et un réglage pour que la transmission reste en seconde lors des arrêts afin de rendre le démarrage plus aisément contrôlable. Les transmissions des moteurs double arbre étaient réglées pour favoriser l'accélération, alors que sur les simple arbre elles adoptaient un réglage économique.
Le moteur SL1 était relevé à 100 chevaux pour l'année-modèle 1995. Les deux moteurs restaient identiques, la seule différence étant le passage d'une injection d'essence monopoint à une injection multipoint. Le moteur 100 chevaux était dès lors encore plus économique, consommant seulement 9L/100 km en ville et 5.9L/100 km sur autoroute. 
La S-series avait un réservoir de 48 L, ce qui lui accordait une autonomie de 618 km environ avec un seul plein. Les consommateurs rapportaient régulièrement des consommations comprises entre 5,7 L et 6,2 L/100 km avec la boîte manuelle.

### SC
La SC de première génération fut fabriquée de 1991 à 1996. Au départ, seul un niveau de finition était disponible, avec le 4 cylindres double arbre 124 chevaux. Pour 1993, ce niveau fut renommé SC2, et le niveau SC1 avec le moteur correspondant fut introduit. En 1994, les deux modèles reçurent des serrures de portière révisées et un recalibrage de la transmission automatique. La SC2 reçut un léger rafraîchissement en 1995, le bas du pare-chocs avant et les phares étant redessinés, et l'intérieur recevant une nouvelle planche de bord avec deux airbags.
La SC1 disposait du 1.9L simple arbre de 85 chevaux, monté à 100 chevaux en 1995. La SC1 partageait son avant avec la SL et la SW, alors que la SC2 présentait une face avant légèrement différente, un aileron et des phares escamotables.

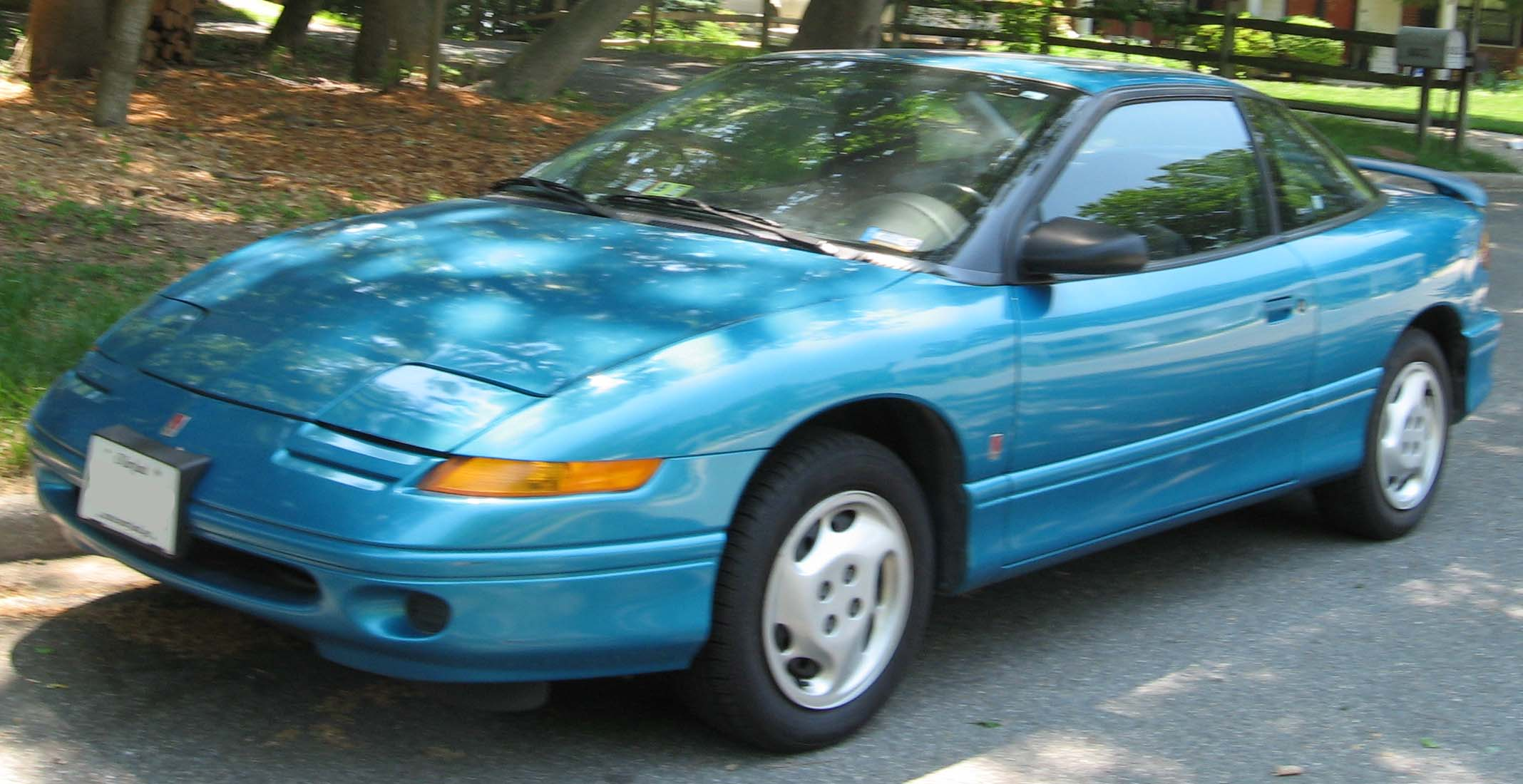
Saturn SC2 (1990-1995)
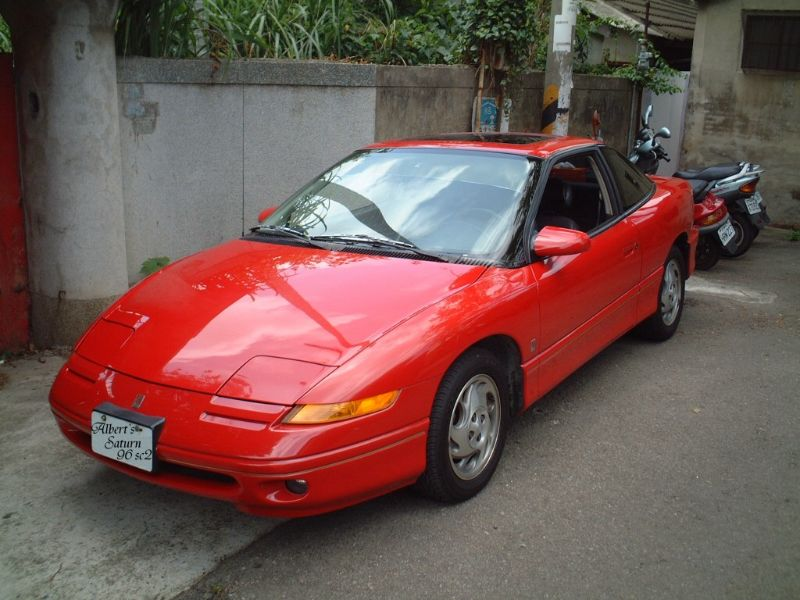
Saturn SC2 (1995-1996)

## Deuxième génération

### SL et SW
La seconde génération de SL et SW fut fabriquée de 1996 à 1999. Le design devenait plus arrondi, ce qui permettait d'augmenter l'espace intérieur et la taille des portières tout en donnant une apparence réactualisée au modèle. Mécaniquement, en revanche, quasiment aucun changement ne se produisait par rapport au modèle précédent. Le plus gros changement pour 1996 était l'apparition d'une nouvelle injection gérée électroniquement permettant une réponse plus immédiate du moteur lorsque le conducteur pressait l'accélérateur. Un contrôle total de l'allumage (du temps et de la mise à feu de la bobine d'allumage) était aussi introduit sur le module de contrôle du moteur plutôt que directement sur le module d'allumage.
Quelques changements mineurs furent ajoutés en 1998. À cause de plaintes concernant un compteur kilométrique bruyant, celui-ci fut remplacé par un totalisateur digital. Les freins arrière à disque étaient mis en option à cause de leur faible surcroît de performance par rapport aux freins à tambours traditionnels eu égard au surcoût qu'ils engendraient. L'interrupteur permettant de passer du mode normal au mode sportif de la transmission était supprimé au profit d'un nouveau logiciel sur l'unité de contrôle du moteur lui permettant de mémoriser les habitudes du conducteur et ainsi d'ajuster les changements de vitesse à son style de conduite. Un nouveau silencieux était aussi ajouté afin de réduire le niveau sonore de l'échappement.

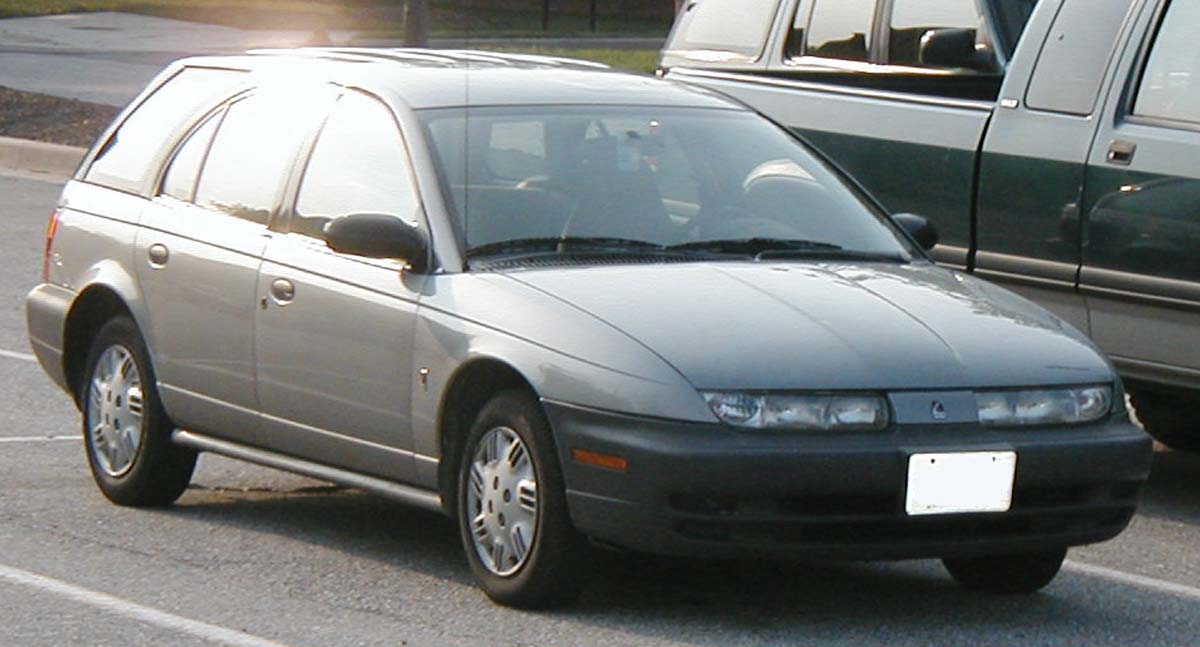
Saturn SW 1996-1999

Les modèles fabriqués après la fin de l'année-modèle 1999 recevaient des améliorations sur tous les moteurs, simple arbre comme double arbre, qui ne changeaient rien à la puissance, mais résorbaient les préjugés qui leur étaient associés au niveau de la consommation. Ces changements comprenaient des pistons révisés (les moteurs simple arbre utilisaient désormais les mêmes pistons à tête plate que les moteurs double arbre au lieu des antiques pistons convexes) , de nouvelles bielles, un vilebrequin à contrepoids et le moteur rétréci étrennait des culbuteurs à palier avec poussoirs hydrauliques et cames à rouleaux remplaçant les poussoirs conventionnels du groupe précédent. La sobriété de ces modèles fit ainsi un bond. En 1999, pour les véhicules vendus en Californie, furent introduits un collecteur d'échappement renfermant le catalyseur (celui-ci se réchauffant plus rapidement ainsi que le modèle traditionnel séparé et ainsi pouvant réduire plus rapidement les émissions) et des dispositions pour un système de réduction des émissions à injection d'air. Ces véhicules respectaient ainsi les nouvelles réglementations CARB ULEV. Ces changements introduisaient aussi subtilement les différences de la troisième série.

### SC
La SC de deuxième génération fut fabriquée de 1997 à 1999. Cette génération partageait désormais son châssis avec celui, plus long, des SL et SW, tous les modèles possédant ainsi le même empattement. Le design devenait là aussi plus arrondi, avec des avantages au niveau de l'espace intérieur. Mécaniquement, en 2000, le coupé vit l'introduction d'un collecteur d'admission en plastique. Pour 1999, une troisième porte antagoniste était ajoutée côté conducteur. Ainsi, la troisième porte permettait aux passagers de sortir sans rabattre le siège conducteur, même si pour l'ouvrir il fallait d'abord ouvrir la portière avant. La SC1 perdit aussi sa barre antiroulis arrière. 

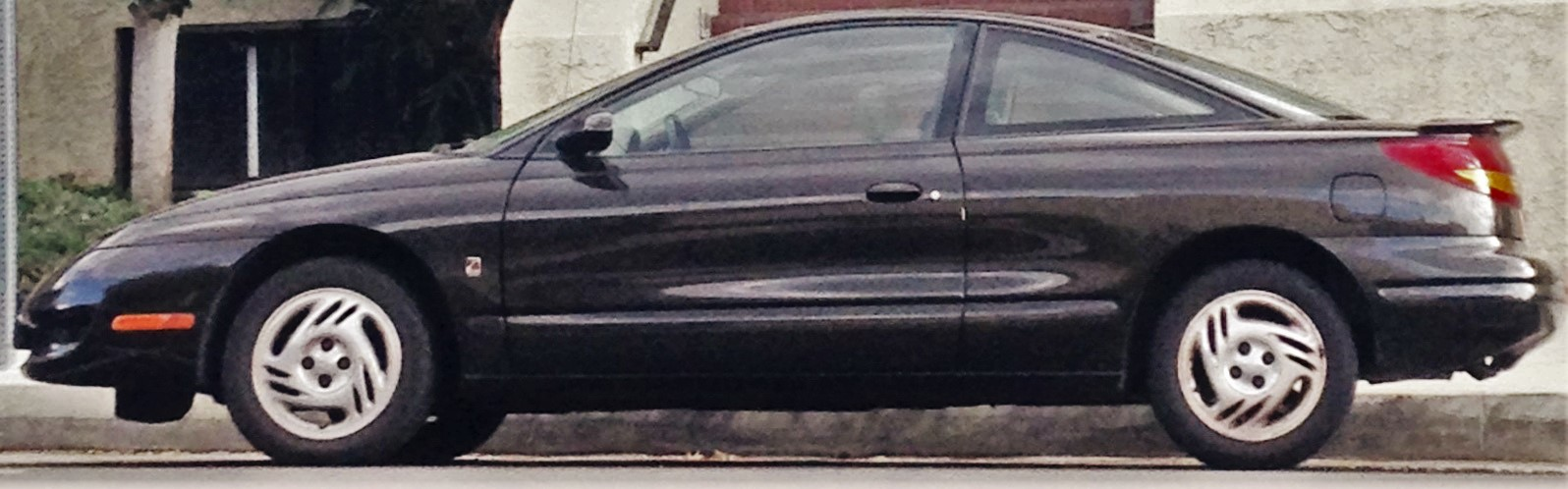
Saturn SC (pré-1999)
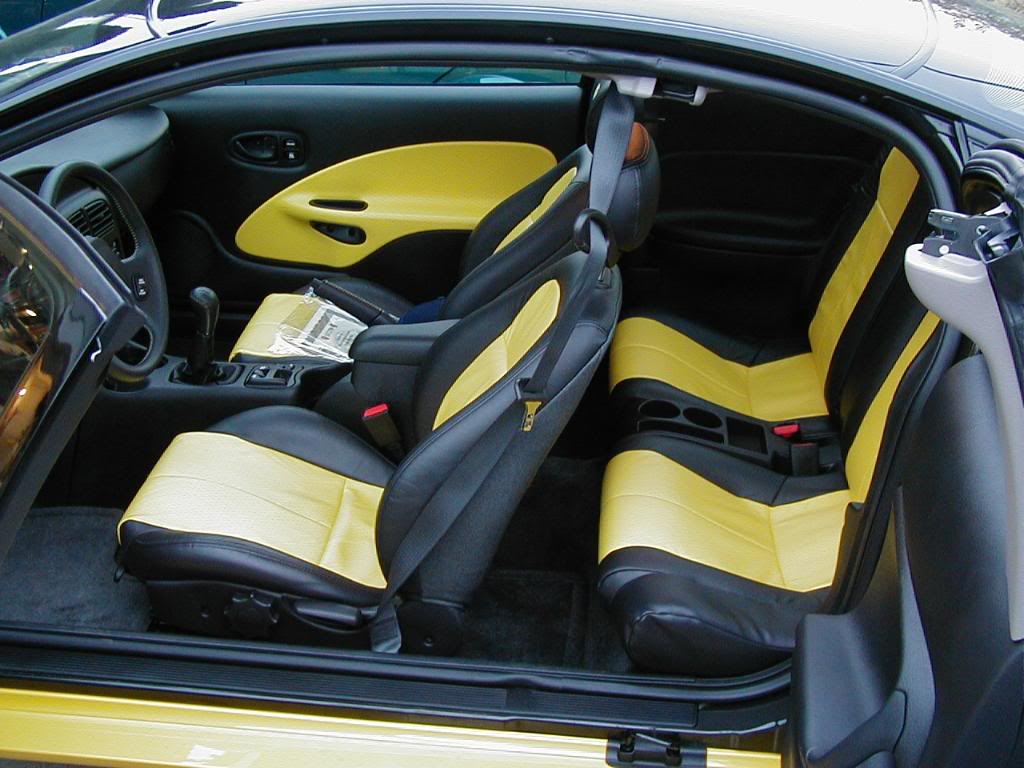
Intérieur de SC2 Limited Edition (on voit distinctement la troisième porte à droite)

## Troisième génération

### SL et SW

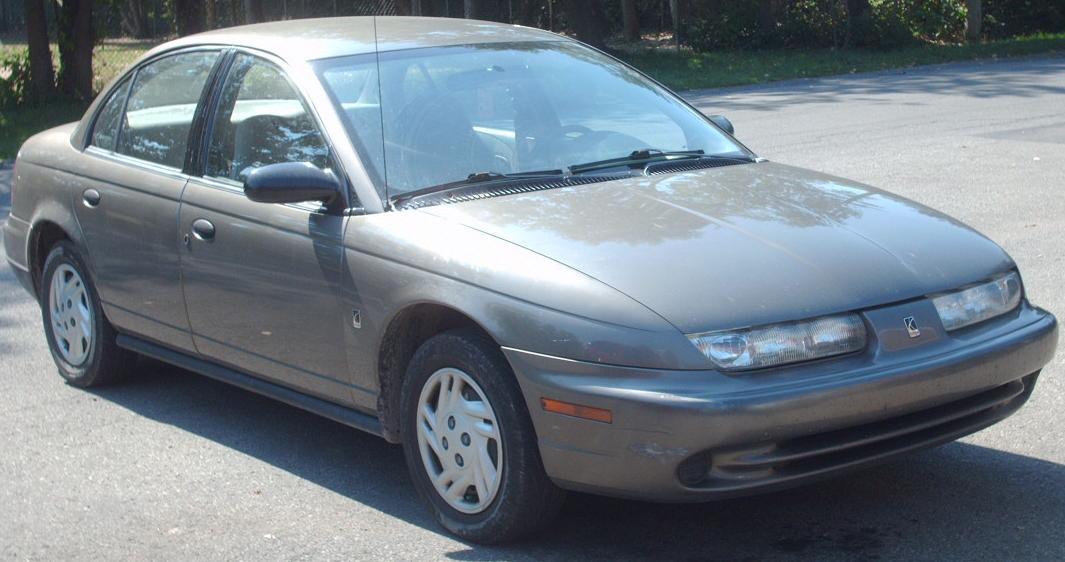
Saturn SL (2000-2002)

En 2000, la deuxième génération fut restylée pour la dernière fois avant l'arrêt de production de la voiture en 2002. Cette série de véhicules forme la troisième génération de S-Series.
La 3ème génération inaugura de nombreux changements stylistiques et intérieurs, ainsi que quelques différences mécaniques et électroniques. L'habitacle avait été complètement redessiné, disposant désormais d'une planche de bord complètement différente de celle des précédentes générations. Elle intégrait notamment un odomètre électronique, qui ne se cassait plus comme l'ancien, mécanique. La troisième génération était aussi la seule des S-Series à utiliser un autoradio de taille standard (double DIN) .
Les sièges avaient aussi été changés pour tous les modèles SW2, SL2 et SC2. Ils étaient dorénavant mieux rembourrés. Les sièges des SL1, SW1 et SC1 restaient cependant identiques. 
En plus des changements dans le moteur, le collecteur d'admission en aluminium avait été remplacé par son homologue en plastique.
La troisième génération était la première Saturn à utiliser en tandem un Body Control Module (module de commandes électroniques central de la voiture) et un Powertrain Control Module (module de commandes électroniques de la transmission et du moteur) . Le BCM contrôlait toutes les fonctions intérieures, comme les compteurs, les lumières, l'odomètre numérique, etc. Le PCM était dès lors relégué sous le capot de la voiture, derrière la batterie. Il n'avait pour seules fonctions que de contrôler la transmission et le moteur du véhicule. Il n'avait aucun contrôle sur les autres fonctions, à part sur les émissions de la voiture. Le faisceau électrique avait été modifié en de nombreux endroits de l'habitacle et dans le compartiment moteur, sans doute à cause du déplacement du PCM et de l'ajout du BCM.

### SC

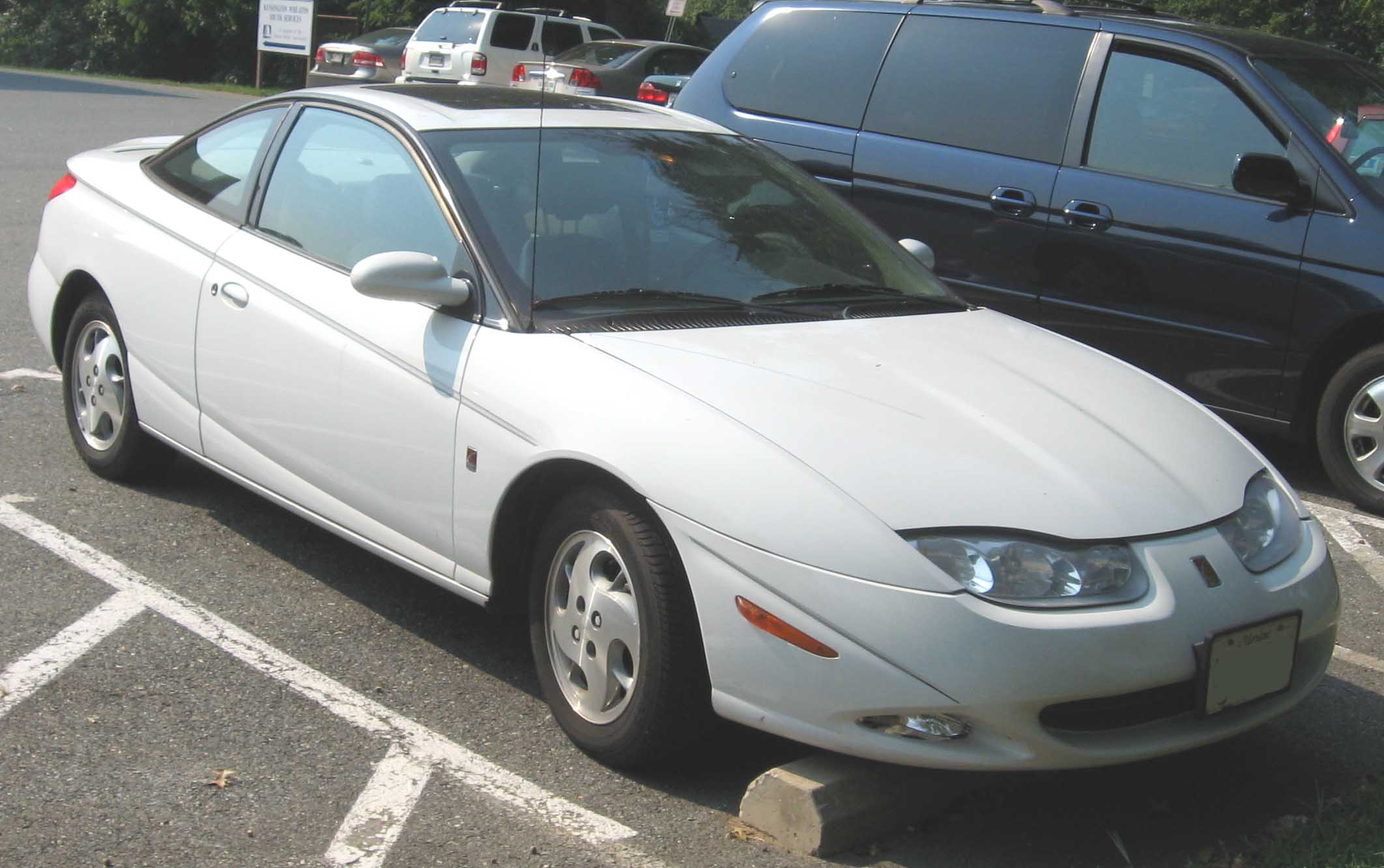
Saturn SC (2001-2002)

La troisième génération de Saturn SC gardait l'essentiel des caractéristiques familières des SC1 et SC2. Elle était à peu près identique à la SC de seconde génération, sauf au niveau des lignes légèrement renouvelées et du PCM et BCM. Pour cette dernière série, un panel d'options dénommé Saturn Expression Séries fut introduit. Ces options comprenaient une admission et un échappement HKS, des jantes alliage American Racing Wheels 15 pouces, des bas de caisse et un aileron GT Styling, et des ressorts de suspension Progress Group.

## Séries spéciales

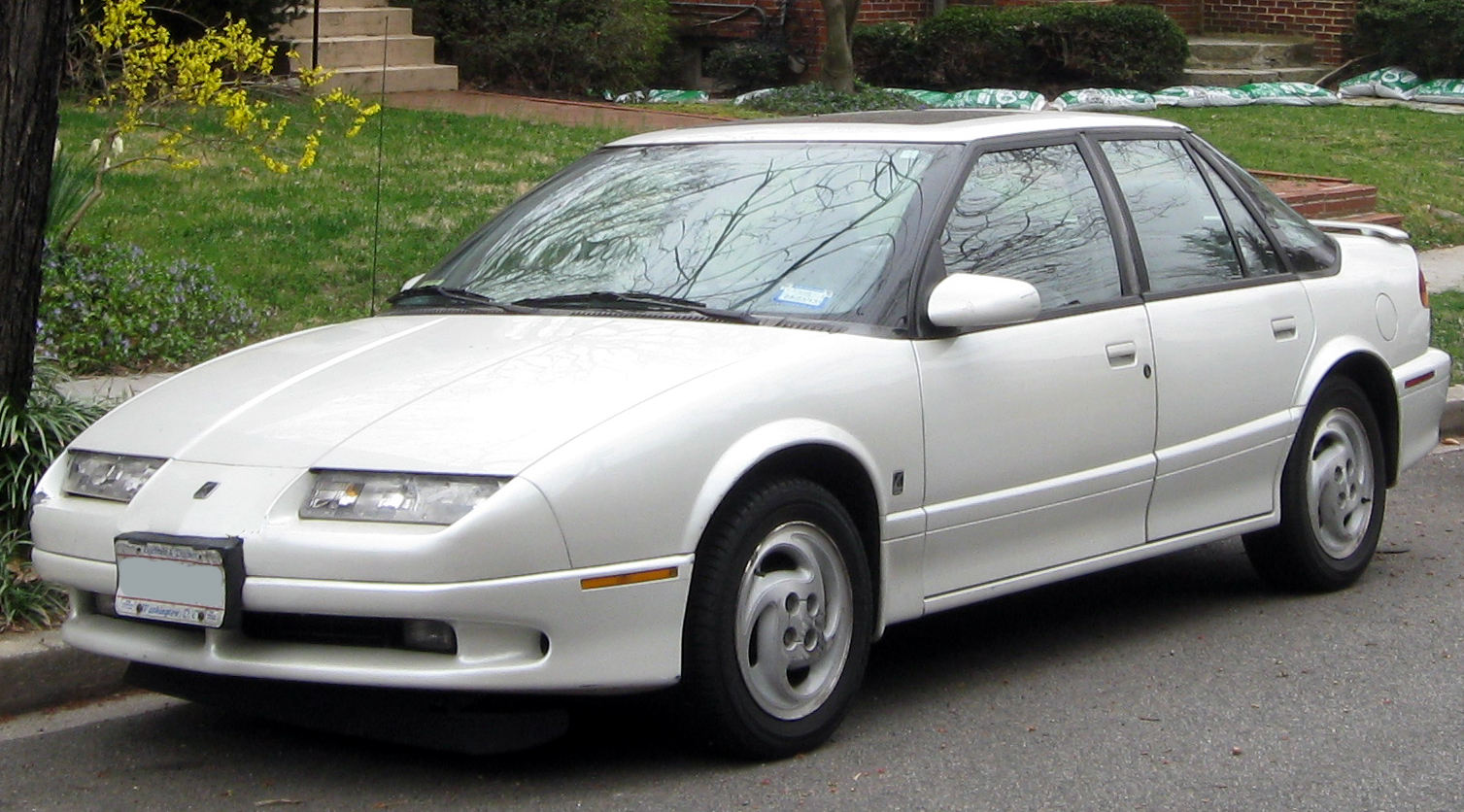
Saturn SL2 Homecoming Edition 1994

Une série spéciale Homecoming de la SL2 fut vendue en 1994. Elle comprenait une peinture spécifique Pearl White (gris perle, identique à celle des modèles Cadillac de la même année) , des logos Saturn noirs, un aileron, des jantes 15 pouces Teardrop, quatre freins à disque avec antiblocage, un intérieur cuir-tissu gris, des appuie-têtes arrière, des antibrouillards, le verrouillage centralisé et des vitres électriques.
En 1998 et 1999, les acheteurs d'une SC2 rouge ou blanche avaient la possibilité d'acheter le Black Top Coupe Package pour 225 dollars. Les modèles étaient appelés Red Hot Coupé et White Hot Coupe, selon leur couleur extérieure. Ils comprenaient un toit, des rétroviseurs, des logos et des roues noires, et des compteurs blancs. Ils sont aujourd'hui extrêmement rares. 
En 1999, une deuxième Homecoming Edition fut produite, dans une couleur spéciale Menthe avec intérieur en peau retournée, des compteurs blancs et des badges Saturn noirs, ainsi que les mêmes options que la version de 1994. 

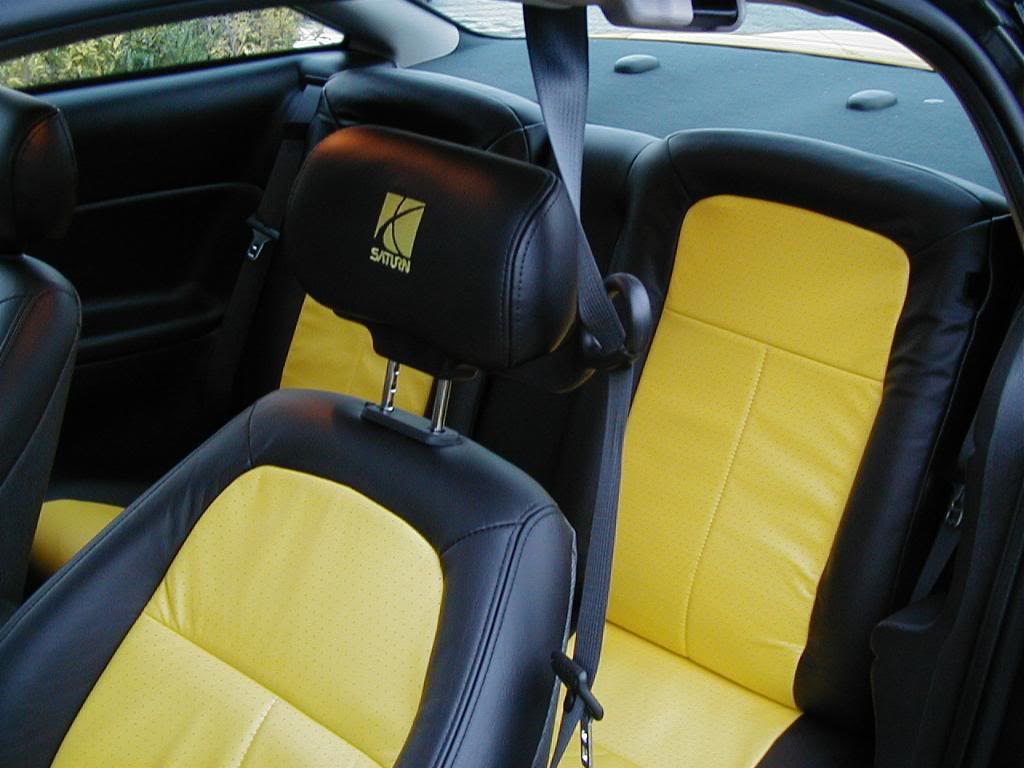
Intérieur de Saturn SC2 Limited Edition

En 2001, le coupé SC2 fut produit dans une robe jaune spécifique. Cette variante était nommée officiellement Limited Edition, mais fut rapidement connue sous le nom de Bumblebee Edition. Seuls 99 exemplaires furent produits, avec chacun leur certificat d'authenticité. La Bumblebee Edition incluait des appuie-têtes siglés, un intérieur en cuir noir et jaune, un toit et des rétroviseurs noirs, un numéro de série dans la trappe à carburant et un certificat d'authenticité. Ces versions ne doivent pas être confondues avec les Yellow Sport Coupe classiques.
2001 fut aussi l'année de la 10th Anniversary Edition (aussi appelée Silver Anniversary Edition) , disponible sur la berline SL. 1 000 de ces véhicules furent fabriqués, seulement des SL2 de couleur grise. La voiture commémorait le dixième anniversaire de la mise en production de la Saturn SL. Elle incluait un intérieur en cuir perforé noir brodé de gris, des appuie-têtes siglés Saturn 10th Anniversary, des badges Saturn noirs spécifiques, des compteurs gris, un aileron arrière et des jantes alliage 15 pouces Teardrop II avec bords intérieurs peints en gris. Les options comprenaient l'ABS, des airbags rideaux, un toit ouvrant, des feux de jour et des tapis de sols brodés Saturn 10th Anniversary. 
En 2001, une série spéciale Bright Red fut présentée sur la berline, avec pour principale différence avec la version de série sa couleur rouge métallisé. 664 exemplaires furent construits.
| Chiffres de production des séries spéciales | Chiffres de production des séries spéciales | Chiffres de production des séries spéciales |
| ------------------------------------------- | ------------------------------------------- | ------------------------------------------- |
| Homecoming Edition                          | 1994                                        | ± 3500                                      |
| White Hot Coupe                             | 1998                                        | 213                                         |
| Red Hot Coupe                               | 1998                                        | 657                                         |
| White Hot Coupe                             | 1999                                        | 285                                         |
| Red Hot Coupe                               | 1999                                        | 284                                         |
| Homecoming Edition                          | 1999                                        | 4000                                        |
| SC2 Limited Edition                         | 2001                                        | 99                                          |
| 10th Anniversary Edition                    | 2001                                        | 1000                                        |
| Bright Red                                  | 2001                                        | 664                                         |

## Versions en conduite à droite
En plus des séries spéciales mentionnées ci-dessus, Saturn produisit aussi de 1999 à 2001 le break SWP, fait pour la distribution de courrier en milieu rural. Ces breaks étaient tous en conduite à droite. 
Il y eut aussi un nombre limité de Saturn exportées au Japon en conduite à droite de 1997 à 2000. En plus d'avoir le volant de l'autre côté, les Saturn japonaises avaient aussi des feux légèrement différents. Les feux arrière avaient des clignotants jaunes et ceux des phares avant étaient montés plus proche du bord. 
Le Saturn fut durement mise à l'épreuve au Japon, où elle jouait contre des compactes Japonaises moins chères et mieux adaptées au marché. L'intérieur fut particulièrement critiqué. A peine 602 voitures furent vendues en 1997.
Un autre problème était que les constructeurs automobiles japonais avaient toujours eu un excellent service après vente ; cet argument de vente de Saturn aux États-Unis perdait tout son sens sur le marché japonais. De plus, la Saturn arriva au mauvais moment, alors que l'économie était en récession à cause de la bulle des années 1980. Comme les Japonais avaient moins d'argent à mettre dans les produits de luxe comme les voitures importées, Saturn ne trouva que très peu d'acheteurs.

## Vols
La Saturn SL 1995 était en 2003 le véhicule le plus volé aux Etats-Unis, et le millésime 1994 obtenait la troisième place selon un classement établi par l'assureur CCC. Selon la police de l'Etat de Washington, un simple passe-partout pourrait être utilisé pour ouvrir le véhicule et démarrer le moteur.

## Sport automobile
La Saturn SC concourut dans le Championnat du Monde SCCA dans les années 1990, gagnant quelques courses entre 1995 et 1997. Quelques S-Series ont aussi été utilisées en rallye.
| Année | Coupé   | Coupé | Coupé | Coupé   | Berline | Berline | Berline | Berline | Break | Break | Break  | Total   |
|       | SC      | SC1   | SC2   | Total   | SL      | SL1     | SL2     | Total   | SW1   | SW2   | Total  |         |
| ----- | ------- | ----- | ----- | ------- | ------- | ------- | ------- | ------- | ----- | ----- | ------ | ------- |
| 1991  | ±10 000 | -     | -     | ±20 000 |         |         |         | ±38 629 | -     | -     | -      | ±48 629 |
| 1992  |         | -     | -     |         |         |         |         |         | -     | -     | -      | 169 959 |
| 1993  | -       |       |       |         |         |         |         |         |       |       |        | 244 621 |
| 1994  | -       |       |       |         |         |         |         |         |       |       |        | 267 518 |
| 1995  | -       |       |       | 62 434  |         |         |         | 221 102 |       |       | 19 452 | 302 988 |
| 1996  | -       |       |       |         |         |         |         |         |       |       |        | 294 198 |
| 1997  | -       |       |       | 70 711  |         |         |         | 213 182 |       |       | 31 099 | 314 992 |
| 1998  | -       |       |       | 38 591  |         |         |         | 160 759 |       |       | 20 415 | 219 765 |
| 1999  | -       |       |       | 52 965  |         |         |         | 203 578 |       |       | 19 090 | 275 633 |
| 2000  | -       |       |       | 17 241  |         |         | 68907   | 142 992 |       |       | 9 633  | 169 866 |
| 2001  | -       |       |       | 40 998  |         |         |         | 73 428  |       |       | 3 416  | 117 842 |
| 2002  | -       |       |       |         |         |         |         |         |       |       |        |         |